# Bataille aérienne de Berlin
Cet article concerne la campagne de bombardement de Berlin de novembre 1943 à mai 1944. Pour l'ensemble des bombardements de Berlin de la Seconde Guerre mondiale, voir Bombardement de Berlin pendant la Seconde Guerre mondiale. Pour l'assaut soviétique et la capture de Berlin en 1945, voir Bataille de Berlin.
Seconde Guerre mondiale
Bombardements stratégiques durant la Seconde Guerre mondiale
Batailles
Front d'Europe de l'Ouest
- Campagnes du Danemark et de Norvège
- Bataille de France
- Bataille de Belgique
- Bataille des Pays-Bas
- Bataille d'Angleterre
- Blitz
- Opération Myrmidon
- Opération Ambassador
- Raid de Dieppe
- Sabordage de la flotte française à Toulon
- Bataille aérienne de Berlin
- Bataille de Normandie
- Débarquement de Provence
- Libération de la France
- Campagne de la ligne Siegfried
- Bataille du Benelux
- Poche de Breskens
- Bataille des Vosges (Bruyères)
- Bataille des Ardennes
- Bataille de Saint-Vith
- Siège de Bastogne
- Opération Bodenplatte
- Opération Nordwind
- Campagne de Lorraine
- Bataille d'Alsace (Forêt de la Hardt, Poche de Colmar Jebsheim)
- Campagne d'Allemagne
- Raid de Granville
- Libération d'Arnhem
- Bataille de Groningue
- Insurrection géorgienne du Texel
- Bataille de Slivice
- Capitulation allemande

Front d’Europe de l’Est

Campagnes d'Afrique, du Moyen-Orient et de Méditerranée

Bataille de l’Atlantique

Guerre du Pacifique

Guerre sino-japonaise

Théâtre américain
La bataille aérienne de Berlin est une campagne de bombardement britannique sur Berlin qui se déroula de novembre 1943 à mars 1944 pendant la Seconde Guerre mondiale.
La campagne ne se limita cependant pas à Berlin, d'autres villes allemandes furent attaquées afin d'éviter une trop forte concentration des défenses sur Berlin, sachant que le Bomber Command britannique avait d'autres responsabilités et menait en même temps d'autres campagnes. La campagne fut lancée par Arthur "Bomber" Harris, Air Officer Commanding du RAF Bomber Command en novembre 1943. Harris croyait en effet que cette offensive permettrait de casser la résistance allemande : « It will cost us between 400 and 500 aircrafts. It will cost Germany the war » (« cela va nous coûter entre 400 et 500 avions. Mais cela va coûter à l'Allemagne la guerre »). À cette époque, il pouvait déployer plus de 800 bombardiers longue portée sur une nuit, équipés de nouveaux outils de navigation sophistiqués comme le radar H2S. Entre novembre 1943 et mars 1944, le Bomber Command déclencha 16 attaques de masse sur Berlin. Il doit équitablement être rappelé que la RAF ne fut pas la première sur Berlin. Le premier bombardement fut effectué par un quadrimoteur de l'aéronautique navale française, le Farman Jules Verne, en juin 1940.
Il est généralement considéré que la bataille aérienne de Berlin fut un échec pour la Royal Air Force (RAF), car le choc sur l'Allemagne ne fut pas celui prédit par Harris, et par le fait que durant la bataille la RAF a perdu 1 047 bombardiers, auxquels il faut ajouter 1 682 endommagés et 7 000 membres d'équipage, avec pour point culminant le raid sur Nuremberg le 30 mars 1944, où 94 bombardiers furent abattus et 71 endommagés sur les 795 déployés,,,,.
Peu avant la bataille aérienne de Berlin, Berlin a aussi fait l'objet d'un large raid aérien de 700 appareils la nuit du 23 au 24 août 1943. Un raid comportant moitié moins d'appareils a de même eu lieu en septembre, subissant des pertes de 7 %.

## Bataille

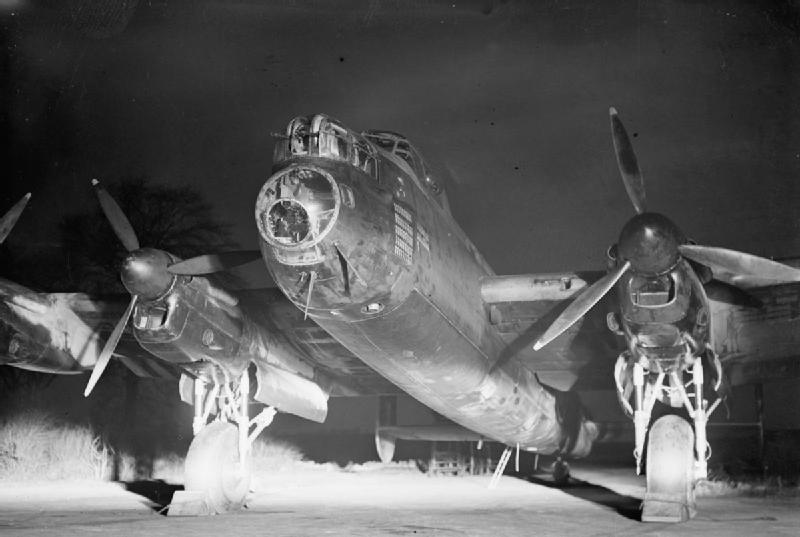
Avro Lancaster, 19 mai 1944.

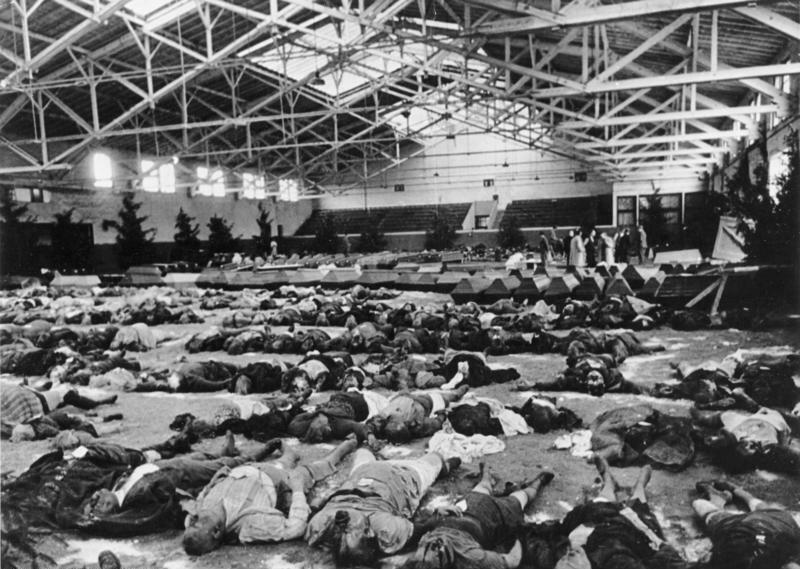
Victimes civiles des bombardements, 23 septembre 1944.

Le premier raid de la bataille se déroula la nuit du 18 au 19 novembre 1943. Berlin, la cible principale, subit l'attaque de 440 Avro Lancasters et quatre de Havilland Mosquitos. La ville était sous un ciel nuageux, et les dommages ne furent pas trop importants. Le second raid majeur eut lieu les nuits des 22 et 23 novembre 1943. Ce fut le raid le plus efficace de la RAF sur Berlin durant la guerre, provoquant des dommages importants à la zone résidentielle à l'ouest du centre, Tiergarten, Charlottenburg, Schöneberg et Spandau. À cause de temps sec, plusieurs grands incendies se déclenchèrent. L'Église du Souvenir-Empereur-Guillaume qui sert aujourd'hui de mémorial de guerre, et la Nouvelle Synagogue (alors utilisée comme dépôt de matériel par la Wehrmacht) sont lourdement endommagées le 22 novembre 1943. Plusieurs autres bâtiments importants sont soit endommagés, soit détruits, comme les ambassades britannique, française, italienne et japonaise, le Château de Charlottenburg et le Zoo de Berlin, de même que le ministère de l'Armement, le bâtiment administratif de la Waffen-SS, la caserne de la Garde impériale à Spandau et plusieurs usines d'armement.
Le 17 décembre, d'importants dommages furent infligés au système ferroviaire de Berlin. À cette période, les effets cumulatifs des campagnes de bombardement avait rendu un quart des habitations berlinoises inhabitables. Un nouveau raid majeur eut lieu les nuits des 28 et 29 janvier 1944, où les quartiers sud et ouest de Berlin furent les plus touchés. Les nuits des 15 et 16 février d'importantes industries de guerre furent touchées, notamment la grande Siemensstadt, avec les quartiers du centre et du sud-ouest subissant le plus de dégâts. Ce fut le plus gros raid de la RAF sur Berlin. Les raids continuèrent jusqu'en mars 1944,,
Ces raids causèrent d'immenses dévastations et de nombreuses pertes en vies humaines à Berlin. Le raid du 22 novembre 1943 tua 2 000 berlinois et fit 175 000 sans-abris. La nuit suivante provoqua 1 000 tués supplémentaires et 100 000 sans-abris de plus. Entre décembre et janvier, les raids réguliers tuèrent des centaines de civils chaque nuit et firent entre 20 000 et 80 000 sans-abris chaque fois. Laurenz Demps chiffra ces pertes en évaluant
1. les rapports de dommage du commissaire de police de Berlin (Polizeipräsident) rédigés après chaque raid aérien comportant les descriptions de pertes et dommages, indiquant les maisons, et distribués à 100–150 organisations et administrations chargées de secourir, réparer, reconstruire, etc.,
2. les rapports du bureau principal chargé de la protection aérienne (Hauptluftschutzstelle) de la ville de Berlin, publiés encore en plus de 100 copies, à fréquence variable, chacun résumant les pertes et les dommages subis durant plusieurs raids aériens,
3. le journal de guerre du commandement d'alerte aérien (Luftwarnkommando, Wako Berlin), une branche des forces aériennes allemandes (Luftwaffe),
4. diverses sources sur des dommages spécifiques.

Selon Demps, il faut ainsi compter un total de 7 480 tués (et 2 194 disparus), 17 092 blessés et 817 730 sans-abris. Reinhard Rürup compte lui près de 4 000 tués, 10 000 blessés et 450 000 sans-abris.
Malgré les dégâts causés, ces raids ont cependant raté leurs objectifs. Le moral des civils allemands n'a pas été brisé, les défenses de la ville et les services essentiels ont été maintenus et la production pour la guerre dans le Grand Berlin n'a pas chuté; en fait, la production allemande pour la guerre a même continué à grimper jusqu'à la fin de l'année 1944.
Les 16 raids sur Berlin ont coûté au Bomber Command plus de 500 avions, avec leur équipage capturé ou tué, soit un taux de perte de 5,8 %, au-dessus du seuil de 5 % considéré comme le taux maximum soutenable de pertes opérationnelles par la RAF. Daniel Oakman déclara que le « Bomber Command perdit 2 690 hommes au-dessus de  Berlin et près de 1 000 de plus devinrent prisonniers de guerre. Sur les pertes totales du Bomber Command durant la guerre, près de 7 % eurent lieu durant les raids sur Berlin. Durant le mois de décembre 1943, par exemple, 11 équipages du No. 460 Squadron RAAF (en) ont été perdus dans les opérations contre Berlin ; et en janvier et février, 14 équipages furent encore tués. Avoir 25 avions de détruits signifie remplacer les force d'un escadron en trois mois. Avec un tel taux, le Bomber Command aurait été balayé avant Berlin ».
Cependant, la Bataille de Berlin servit à occuper les ressources militaires allemandes en dehors du terrain et eut un impact économique — tant à travers les dégâts matériels physiques, accidents mortels et blessures des travailleurs qu'à travers le fait de devoir déplacer et renforcer les bâtiments industriels et autres infrastructures pour les protéger des attaques alliées ; il est généralement admis que la bataille fut un échec pour la RAF, dans le sens où les bombardements de Berlin ne provoquèrent pas la capitulation des Allemands (contrairement à ce qu'Harris et d'autres avaient espéré). Officiellement, pour la RAF « in an operational sense the Battle of Berlin was more than a failure, it was a defeat » (« dans un sens opérationnel, la Bataille de Berlin fut plus qu'un échec, elle fut une défaite »).

## Sources et bibliographie
- (en) Patrick Bishop, Bomber boys : fighting back, 1940-1945, Londres, Harper Perennial, 2008 (1re éd. 2007), 429 p. (ISBN 978-0-00-719215-1)
- (de) Laurenz Demps, Jahrbuch des Märkischen Museums, 1982, Vol.8 (1982), pp.7–44 éd., « Die Luftangriffe auf Berlin. Ein dokumentarischer Bericht. Teil II (The air raids on Berlin. A documentary report) »
- (en) A. C. Grayling, Among the Dead Cities : Was the Allied Bombing of Civilians in WWII a Necessity Or a Crime?, Londres, Bloomsbury, 2006, 1re éd., 361 p., relié (ISBN 978-0-7475-7671-6)
- (en) John Guilmartin, The Aircraft that Decided World War II : Aeronautical Engineering and Grand Strategy, 1933-1945, The American Dimension, Colorado, United States Air Force Academy, 2001 www.usafa.edu
- Hastings, Max (1979), Bomber command Dial Press/J. Wade,  (ISBN 0803701543), 9780803701540
- (de) Günther and Elisabeth Stephani Kühne, Evangelische Kirchen in Berlin, Berlin, Wichern-Verlag (Christlicher Zeitschriftenverlag), 1978, 2. ed. 1986 éd., 500 p. (ISBN 978-3-7674-0158-7, LCCN 79371394)
- (en) Williamson Murray, Luftwaffe, Baltimore, Nautical & Aviation Pub. Co. of America, 1985 (ISBN 978-0-933852-45-7, OCLC 11344189, LCCN 84022735)
- (en) Reinhard Rürup, Berlin 1945 : A Documentation, Berlin, Verlag Willmuth Arenhövel, 1995, 3. revised Edition 2003 éd., 200 p. (ISBN 978-3-922912-33-0)
- (de) Heinrich et al. Simon, Zeugnisse jüdischer Kultur. Erinnerungsstätten in Mecklenburg-Vorpommern, Brandenburg, Berlin, Sachsen-Anhalt, Sachsen und Thüringen, with contrib. by Klaus Arlt, Ingrid Ehlers, Alfred Etzold, Wolfgang Madai, Heinrich Simon et al., Berlin, Tourist Verlag, 1992 (ISBN 978-3-350-00780-6)
- (en) Frederick Taylor, Dresden : Tuesday 13 February 1945, Londres, Bloomsbury, 2004, Paperback 2005 éd., 584 p. (ISBN 978-0-7475-7084-4)
- Staff. November 1943, Royal Air Force Bomber Command 60th Anniversary, Retrieved 2008-07-27
- Staff. December 1943, Royal Air Force Bomber Command 60th Anniversary, Retrieved 2008-07-27
- Staff. January 1944, Royal Air Force Bomber Command 60th Anniversary, Retrieved 2008-07-27
- Staff. February 1944, Royal Air Force Bomber Command 60th Anniversary, Retrieved 2008-07-27
- Staff. March 1944, Royal Air Force Bomber Command 60th Anniversary, Retrieved 2008-07-27
- Staff. RAF Battle Honours including Berlin 1940-1945, Retrieved 2008-07-27